# Хэзлак, Пол
Сэр Пол Мирна Кэдвалла Хэзлак (англ. Paul Meernaa Caedwalla Hasluck; 1 апреля 1905 — 9 января 1993) — генерал-губернатор Австралии (1969—1974).

## Биография
Окончил Университет Западной Австралии со степенью магистра искусств.
- 1939—1941 гг. — преподавал историю в университете,
- 1941—1946 гг. — работал в системе МИД, участвовал в работе австралийских делегаций на различных совещаниях, в том числе на конференции в Сан-Франциско, на которой была основана Организация Объединённых Наций.
- 1946—1949 гг. — вновь преподавал в университете Западной Австралии,
- 1949 г. — избран депутатом парламента от либеральной партии,
- 1951—1963 гг. — министр по делам австралийских территорий, добился улучшения положения аборигенов, условий их проживания,
- 1963—1964 гг. — министр обороны,
- 1964—1969 гг. — министр иностранных дел. Придерживался консервативных, антикоммунистических взглядов, был активным сторонником войны во Вьетнаме, выступал против признания КНР.
- 1967 г. — после смерти премьера Гарольда Холта попытался побороться за пост главы кабинета, однако однопартийцы сочли его слишком возрастным и излишне консервативным.
- 1969—1974 гг. — генерал-губернатор Австралии. По окончании срока полномочий отказался от предложения премьера Малколма Фрейзер занять этот пост ещё на пять лет, предпочтя уйти из политики.

Похоронен на кладбище Карракатта в городе Перт.